# Савинская (Виноградовский район)
Савинская — деревня в Виноградовском районе Архангельской области. Входит в состав Моржегорского сельского поселения.

## География
Деревня расположена в среднем течении Северной Двины на левом берегу. От деревни до Архангельска по реке — 261 км. Через деревню проходит автодорога «Монастырёк — Хохновская — Савинская — Моржегоры — Родионовская — Власьевская — Усть-Морж — Хетово — Рязаново». Южнее деревни проходит автомобильная трасса М-8 «Холмогоры» (Москва — Архангельск).

## Население
| 2002 | 2009 | 2010 | 2012 |
| ---- | ---- | ---- | ---- |
| 22   | ↘16  | ↘7   | ↗11  |

В 2009 году числилось 16 чел., из них — 9 пенсионеров.

### Карты
- [mapp38.narod.ru/map1/index25.html P-38-39,40. (Лист Усть-Ваеньга)]
- Савинская. Публичная кадастровая карта
- Савинская на карте Wikimapia